# 안동시 을
안동시 을은 대한민국의 옛 국회의원 선거구이다. 당시 경상북도 안동시의 일부 지역을 관할했다.

## 역사
1995년 1월, 안동시와 안동군이 통합되면서 통합 안동시가 출범했다. 이에 제15대 국회의원 선거를 앞두고 통합 안동시의 일부 지역을 관할하는 선거구로 신설되었다.
제16대 국회의원 선거를 앞두고 안동시 갑, 을 선거구가 통합되어 안동시 단독 선거구를 이루게 됨에 따라 폐지되었다.

## 역대 국회의원
| 선거   | 정당 | 정당   | 의원   |
| ------ | ---- | ------ | ------ |
| 1996년 |      | 무소속 | 권정달 |

## 역대 선거 결과

### 대한민국 제15대 국회의원 선거
|  | 51.13% |

|  | 31.56% |

|  | 6.30% |

|  | 4.18% |

|  | 4.09% |

|  | 1.91% |

|  | 0.78% |